# David Carkeet
Œuvres principales
- Le linguiste était presque parfait
- Une Putain de catastrophe
- Des erreurs ont été commises

David Carkeet, né le 15 novembre 1946 à Sonora en Californie, est un romancier et essayiste américain. Trois de ses romans ont été distingués dans les pages livres du New York Times en tant que livres les plus remarquables de l'année.

## Biographie
David Carkeet a grandi dans la petite ville californienne qui l'a vu naître et a étudié à l'université de Californie à Davis et à l'université de Californie à Berkeley. Il a obtenu sa maîtrise d'allemand à Davis en 1968, avant d'obtenir un DESS de littérature anglaise à l'université du Wisconsin en 1970 puis un doctorat de linguistique anglaise à l'université de l'Indiana en 1973. Entre 1973 et 2002, il enseigne l'écriture et la linguistique à l'université du Missouri à Saint-Louis (en). Il a épousé Barbara Lubin (née à Elmira, dans l'État de New York) en 1975, avec qui il a eu trois filles, Anne, Laurie et Molly. Depuis 2003, il vit dans le Vermont.

## Romans
Carkeet a écrit six romans, deux romans pour jeunes adultes, et une autobiographie.  Il est considéré comme un écrivain comique, dans la lignée de Kingsley Amis, de David Lodge et de Peter De Vries (en). Ses trois romans les plus connus mettent en scène un linguiste du nom de Jeremy Cook :
- Le linguiste était presque parfait (éditions Monsieur Toussaint Louverture, 2013, traduit par Nicolas Richard)[4] – Double Negative (Dial, 1980) dans lequel Cook essaie de résoudre une affaire de meurtre tout en étudiant l'acquisition du langage par les nourrissons à l'Institut Wabash, un centre de recherche/garderie du sud de l'Indiana.
- Dans Une putain de catastrophe (éditions Monsieur Toussaint Louverture, 2014, traduit par Marie Chabin)[5] - The Full Catastrophe (éditions Simon and Schuster, 1990)[6], (Jeremy Cook travaille pour une agence matrimoniale ("L'Agence de l'oreiller") et s'installe chez un couple à Saint-Louis afin d'étudier leurs problèmes de communication.
- Des erreurs ont été commises (éditions Monsieur Toussaint Louverture, 2017, traduit par Marie Chabin) - The Error of Our Ways (éditions Holt, 1997) voit Cook s'attaquer aux erreurs qui ont rythmé sa vie jusqu'alors et en triompher.

Les autres romans de Carkeet traitent de sujets variés :
- The Greatest Slump of All Time (éditions Harper and Row, 1984), est un roman comique à propos d'une équipe de baseball dont les joueurs sont dépressifs.
- I Been There Before (éditions Harper and Row, 1985)[7] voit Mark Twain revenir à la vie à lors du passage de la Comète de Halley de 1985.
- La peau de l'autre (éditions Le Seuil, 2012, traduit par Jean Esch) – From Away (éditions Overlook, 2010), met en scène un imposteur qui usurpe l'identité d'un habitant du Vermont porté disparu, sans être lui-même originaire de cet état (il vient "d'ailleurs" selon le parler local).

Deux de ces romans (Le linguiste était presque parfait et La peau de l'autre) sont des romans policiers. The Silent Treatment et Quiver River (Harper and Row, 1988, 1991),, les deux romans pour jeunes adultes qu'il a écrit, accordent eux aussi une place importante aux énigmes policières et se déroulent dans les contreforts de la Sierra de sa jeunesse.

## Son autobiographie
Son autobiographie, intitulée Campus Sexpot (University of Georgia Press, 2005), emprunte son titre à un roman dont il relate l'impact sur sa vie. Le premier Campus Sexpot est l'œuvre de Dale Koby, un ancien professeur de lycée de Carkeet. Il traite d'une étudiante à forte poitrine et aux mœurs légères qui séduit son professeur d'anglais. S'ensuivent une grossesse, un viol en réunion, la démission du professeur et une demande en mariage. Le Campus Sexpot de Carkeet détaille également l'effet qu'a eu le livre de Koby à Sonora dans sa jeunesse. La bourgade fictive de Wattsville, qui sert de cadre à l'intrigue du roman, ressemble beaucoup à Sonora — et certains des personnages portent le même nom que de véritables habitants de la ville.
Campus Sexpot a valu à Carkeet de recevoir le Creative Nonfiction Award de l'Association des écrivains et des Ateliers d'écriture en 2004. Son livre a toutefois suscité des controverses : deux des enfants de Koby ont critiqué la façon dont Carkeet y dépeint leur père.

## Nouvelles et articles
Carkeet a écrit une quarantaine d'articles d'intérêt général pour les journaux The Village Voice, le New York Times Magazine, Poets & Writers, The Oxford American, et pour les webzines Salon et The Morning News. Dans les années 1990, il fut un chroniqueur régulier du St. Louis magazine.  Ses nouvelles ont été publiées dans la North American Review, le Kansas Quarterly, et le Carolina Quarterly. Ses écrits critiques et universitaires quant à eux, incluent une analyse souvent citée des dialectes employés dans Les aventures de Huckleberry Finn de Mark Twain,.

## Récompenses
En 1981, Le linguiste était presque parfait a valu à David Carkeet d'être nommé par l'Association Américaine des Écrivains de littérature policière pour le Edgar Award du meilleur premier roman. Il a reçu le Prix O. Henry en 1982 pour The Greatest Slump of All Time, une nouvelle originellement publiée dans le Carolina Quarterly, qu'il a par la suite enrichie pour en faire un roman .  Il a par la suite reçu en 1983 une bourse d'écriture de fiction de la part de la Dotation Nationale pour les Arts en 1983, et remporté le Creative Nonfiction Award décerné par l'Association des écrivains et des Ateliers d'écriture en 2004.